# Say It Right
"Say It Right" is de vierde single van het album Loose van Nelly Furtado. De single is in 2007 in Europa uitgekomen. In de Verenigde Staten is het de derde single van het album en kwam al in 2006 uit. De volgende single van haar album daar is "All Good Things (Come To An End)". Intussen verschijnt zij ook, samen met Justin Timberlake in Timbalands eerste single van zijn tweede album genaamd "Give It To Me". In de week van 26 maart tot 2 april was het op Radio 538 de Alarmschijf. "Say it Right" is Furtado's meest succesvolle single tot heden.

## Videoclip
De videoclip is op verschillende plaatsen in Los Angeles opgenomen door het Britse duo Rankin & Chris eind oktober 2006. De clip doet Furtado denken aan een terugblik op de jaren 80. Furtado landt met haar helikopter op een gebouw en het nummer begint. Aan het eind vertrekt Furtado weer met haar helikopter. Furtado zingt en danst in de clip met dansers op de achtergrond. Ook zingt zij in het oor van Timbaland bij een closeup.
| Say It Right in de Nederlandse Top 40 - binnen: 7 april 2007 | Say It Right in de Nederlandse Top 40 - binnen: 7 april 2007 | Say It Right in de Nederlandse Top 40 - binnen: 7 april 2007 | Say It Right in de Nederlandse Top 40 - binnen: 7 april 2007 | Say It Right in de Nederlandse Top 40 - binnen: 7 april 2007 | Say It Right in de Nederlandse Top 40 - binnen: 7 april 2007 | Say It Right in de Nederlandse Top 40 - binnen: 7 april 2007 | Say It Right in de Nederlandse Top 40 - binnen: 7 april 2007 | Say It Right in de Nederlandse Top 40 - binnen: 7 april 2007 | Say It Right in de Nederlandse Top 40 - binnen: 7 april 2007 | Say It Right in de Nederlandse Top 40 - binnen: 7 april 2007 | Say It Right in de Nederlandse Top 40 - binnen: 7 april 2007 | Say It Right in de Nederlandse Top 40 - binnen: 7 april 2007 | Say It Right in de Nederlandse Top 40 - binnen: 7 april 2007 | Say It Right in de Nederlandse Top 40 - binnen: 7 april 2007 | Say It Right in de Nederlandse Top 40 - binnen: 7 april 2007 | Say It Right in de Nederlandse Top 40 - binnen: 7 april 2007 | Say It Right in de Nederlandse Top 40 - binnen: 7 april 2007 | Say It Right in de Nederlandse Top 40 - binnen: 7 april 2007 | Say It Right in de Nederlandse Top 40 - binnen: 7 april 2007 | Say It Right in de Nederlandse Top 40 - binnen: 7 april 2007 | Say It Right in de Nederlandse Top 40 - binnen: 7 april 2007 |
| Week                                                         | 1                                                            | 2                                                            | 3                                                            | 4                                                            | 5                                                            | 6                                                            | 7                                                            | 8                                                            | 9                                                            | 10                                                           | 11                                                           | 12                                                           | 13                                                           | 14                                                           | 15                                                           | 16                                                           | 17                                                           | 18                                                           | 19                                                           | 20                                                           | 21                                                           |
| ------------------------------------------------------------ | ------------------------------------------------------------ | ------------------------------------------------------------ | ------------------------------------------------------------ | ------------------------------------------------------------ | ------------------------------------------------------------ | ------------------------------------------------------------ | ------------------------------------------------------------ | ------------------------------------------------------------ | ------------------------------------------------------------ | ------------------------------------------------------------ | ------------------------------------------------------------ | ------------------------------------------------------------ | ------------------------------------------------------------ | ------------------------------------------------------------ | ------------------------------------------------------------ | ------------------------------------------------------------ | ------------------------------------------------------------ | ------------------------------------------------------------ | ------------------------------------------------------------ | ------------------------------------------------------------ | ------------------------------------------------------------ |
| Nummer                                                       | 37                                                           | 14                                                           | 4                                                            | 2                                                            | 2                                                            | 2                                                            | 2                                                            | 3                                                            | 3                                                            | 3                                                            | 4                                                            | 3                                                            | 4                                                            | 5                                                            | 6                                                            | 9                                                            | 16                                                           | 21                                                           | 29                                                           | 34                                                           | uit                                                          |